# Edoardo Nevola

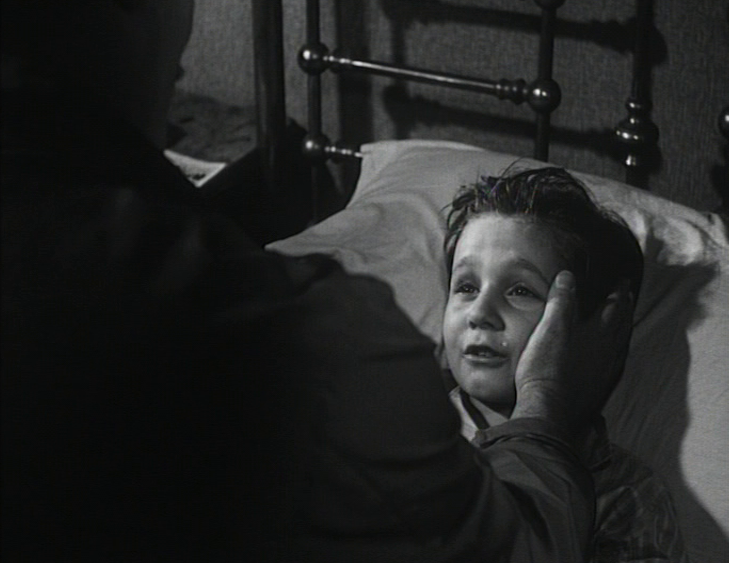
Edoardo Nevola într-o scenă din filmul Omul de paie (1958)

Edoardo Nevola  (n. 23 ianuarie 1948, Roma, Regatul Italiei)  este un actor, cântăreț, compozitor și actor vocal italian.

## Biografie
Din 1954 până în 1965, Edoardo Nevola este unul dintre cei mai populari actor-copil din cinematograful italian cu peste cincisprezece filme, adesea în roluri principale. Este cunoscut mai ales pentru că a interpretat personajul lui Sandrino, fiul mașinistului, în filmul Feroviarul regizat și interpretat de Pietro Germi în 1956, rolul băiețelului Salvatore din Omul cu pantaloni scurți (1958), iar în 1964 Gavroche, fiul nefericit al hangiilor Thénardier, în serialul regizat de Sandro Bolchi, Mizerabilii (miniserie TV). 
Adult, ca muzician și actor, a lucrat cu nume precum Renato Zero, Giorgio Albertazzi, Loredana Bertè, Giancarlo Giannini, Carlo Reali și Roberto Bonanni. Într-un spectacol intitulat Un volo al centro del cuore a combinat două arte, alternând între monologuri și piese muzicale.
A lucrat în continuu ca actor de dublaj atât în filme artistice cât și filme de desene animate.

## Filmografie
- 1954 Lacrime d'amore, regia Pino Mercanti
- 1956 Feroviarul (Il ferroviere), regia Pietro Germi
- 1956 Guardia, guardia scelta, brigadiere e maresciallo, regia Mauro Bolognini
- 1957 Cocco di mamma, regia Mauro Morassi
- 1958 Omul de paie (L'uomo di paglia), regia Pietro Germi
- 1958 Il maestro..., regia Aldo Fabrizi
- 1958 Omul cu pantaloni scurți (L'amore più bello - L'uomo dai calzoni corti), regia Glauco Pellegrini
- 1958 Sogno a Venezia, regia Nino Zucchelli
- 1959 Cursa de 100 kilometri (La cento chilometri), regia Giulio Petroni
- 1961 Il mondo nella mia tasca, regia Alvin Rakoff
- 1961 Il gladiatore invincibile, regia Antonio Momplet
- 1963 Un marito in condominio, regia Angelo Dorigo
- 1964 Mizerabilii (I miserabili), regia Sandro Bolchi
- 1972 Ettore lo fusto, regia Enzo G. Castellari
- 1973 Orfeo 9, regia Tito Schipa Jr.
- 1996-1997 Caro maestro, regia Rossella Izzo - serial TV

## Premii
În anul 2014 Edoardo Nevola a primit premiul „Leggio d'oro voce «Telefilm Cult»” pentru dublarea vocii lui Will Smith în serialul TV Prințul din Bel Air.